# Liste des partis politiques au Portugal
Cette liste énumère tous les différents partis politiques qui ont une existence au Portugal et un minimum de visibilité ou de pertinence. Le parlement est monocaméral et s'appelle l'Assemblée de la République.
Le Portugal a un système composé de plusieurs partis, tant au niveau national que régional ou des autonomies (Açores, Madère).
Depuis les élections législatives portugaises de 2022, 10 partis sont représentés au niveau national : le Parti socialiste (PS, Partido Socialista) avec 108 députés, le Parti social-démocrate (PPD/PSD, Partido Social Democrata) avec 79 députés, le Bloc de gauche (B.E, Bloco de Esquerda) avec 19 sièges, le Parti communiste portugais (PCP, Partido Comunista Português) avec 10 sièges, le CDS – Parti populaire (CDS-PP, Partido Popular) avec 5 sièges, Personnes–Animaux–Nature (PAN, Pessoas-Animais-Natureza) avec 4 députés, le Parti écologiste « Les Verts » (PEV, Partido Ecologista « Os Verdes ») avec 2 députés, Assez (CH, Chega) avec 1 siège au même titre que l'Initiative libérale (IL, Iniciativa Liberal). Le PPD/PSD et le PS ont obtenu de nombreuses fois des majorités électorales à l'Assemblée de la République (le parlement). Depuis les élections de 2022, le PS détient une majorité qualifiée à l'Assemblée.

## Liste[1]
Cette liste ne prend en compte que les partis politiques reconnus par le tribunal constitutionnel portugais.

### Partis politiques ayant des élus
| Nom du parti | Nom du parti                         | Nom du parti traduit         | Chef                      | Valeurs et idéologie                                                                                    | Assemblée de la République | Assemblée législative des Açores | Assemblée législative de Madère | Parlement européen | maires  | conseillers municipaux |
| ------------ | ------------------------------------ | ---------------------------- | ------------------------- | --- | -------------------------- | -------------------------------- | ------------------------------- | ------------------ | ------- | ---------------------- |
|              | Partido Socialista (PS)              | Parti socialiste             | António Costa             | troisième voie, social-démocratie, keynésianisme                                                        | 58/230                     | 23/57                            | 8/47                            | 8/21               | 148/308 | 888/2074               |
|              | Partido Social Democrata (PPD/PSD)   | Parti social-démocrate       | Rui Rio                   | conservateur libéral, libéralisme, conservatisme fiscal                                                 | 87/230                     | 21/57                            | 23/47                           | 6/21               | 98/308  | 493/2074               |
|              | Bloco de Esquerda (BE)               | Bloc de gauche               | Mariana Mortágua          | Social-démocratie, anticapitalisme, écosocialisme                                                       | 1/230                      | 1/57                             | 0/47                            | 1/21               | 0/308   | 12/2074                |
|              | Partido Comunista Português (PCP)    | Parti communiste portugais   | Paulo Raimundo            | communisme, marxisme-léninisme                                                                          | 4/230                      | 0/57                             | 1/47                            | 1/21               | 18/308  | 168/2074               |
|              | CDS – Partido Popular (CDS-PP)       | CDS – Parti populaire        | Nuno Melo                 | Démocratie chrétienne, conservatisme, conservatisme fiscal, libéralisme classique, populisme, centrisme | 2/230                      | 3/57                             | 3/47                            | 1/21               | 6/308   | 41/2074                |
|              | Pessoas–Animais–Natureza (PAN)       | Personnes– Animaux–Nature    | Inês Sousa Real           | animalisme, écologisme, pacifisme, environnementalisme, biocentrisme                                    | 2/230                      | 1/57                             | 0/47                            | 1/21               | 0/308   | 0/2074                 |
|              | Partido Ecologista "Os Verdes" (PEV) | Parti écologiste "Les Verts" | Heloísa Apolónia          | écosocialisme, politique verte                                                                          | 0/230                      | 0/57                             | 0/47                            | 0/21               | 0/308   | 3/2074                 |
|              | Chega (CH)                           | Ça suffit                    | André Ventura             | nationalisme, national-conservatisme, populisme de droite, euroscepticisme, conservatisme social        | 58/230                     | 5/57                             | 3/47                            | 2/21               | 0/308   | 0/2074                 |
|              | Iniciativa Liberal (IL)              | Initiative libérale          | Rui Rocha                 | libéralisme, centrisme, progressisme                                                                    | /230                       | 1/57                             | 1/47                            | 2/21               | 0/308   | 1/2074                 |
|              | Juntos pelo Povo (en) (JPP)          | Ensemble pour le peuple      | Filipe Sousa              | libéralisme, centrisme, réformisme                                                                      | 0/230                      | 0/57                             | 3/47                            | 0/21               | 1/308   | 6/2074                 |
|              | Partido Popular Monárquico (PPM)     | Parti populaire monarchiste  | Gonçalo da Câmara Pereira | conservatisme, libéralisme économique, écologisme, monarchisme                                          | 0/230                      | 2/57                             | 0/47                            | 0/21               | 0/308   | 0/2074                 |
|              | Partido Trabalhista Português (PTP)  | Parti travailliste portugais | Amândio Madaleno          | social-démocratie                                                                                       | 0/230                      | 0/57                             | 0/47                            | 0/21               | 0/308   | 0/2074                 |
|              | Livre (L)                            | Libre                        | Rui TavaresTeresa Mota    | universalisme, liberté, égalité, solidarité, socialisme, écologie, européanisme                         | 6/230                      | 0/57                             | 0/47                            | 0/21               | 1/308   | 0/2074                 |
|              | Nós, Cidadãos! (NC)                  | Nous, citoyens!              | Joaquim Rocha Afonso      | social démocratie, libéralisme démocratique, européaniste                                               | 0/230                      | 0/57                             | 0/47                            | 0/21               | 1/308   | 5/2074                 |

#### Coalition
| Nom | Nom                                                                              | porte parole      | Histoire                          | principes et idéologie                                         | Assemblée de la République | Assemblée législative des Açores | Assemblée législative de Madère | Parlement Européen | Maires | conseillers municipaux |
| --- | -------------------------------------------------------------------------------- | ----------------- | --------------------------------- | -------------------------------------------------------------- | -------------------------- | -------------------------------- | ------------------------------- | ------------------ | ------ | ---------------------- |
|     | CDU – Coligação Democrática Unitária (coalition démocratique unitaire) (PCP-PEV) | Jerónimo de Sousa | coalition entre le PCP et le PEV. | communisme, marxisme-léninisme, écosocialisme, politique verte | 17/230                     | 0/47                             | 1/47                            | 3/21               | 24/308 | 171/2074               |

### Partis sans élus
| Nom du parti politique                                      | Traduction du nom                           | Porte-parole        | Principes et idéologies                                                         |
| ----------------------------------------------------------- | ------------------------------------------- | ------------------- | ------------------------------------------------------------------------------- |
| Partido Comunista dos Trabalhadores Portugueses (PCTP/MRPP) | Parti Communiste des Travailleurs Portugais | Arnaldo Matos       | communisme, maoisme, marxisme-léninisme                                         |
| Partido Operàrio de Unidade Socialista (POUS)               | Parti Ouvrier d'Unité Socialiste            | Carmelinda Perreira | communisme, trotskisme                                                          |
| Movimento Alternativa Socialista (MAS)                      | Mouvement d'Alternative Socialiste          | Gil Garcia          | communisme, trotskisme, morenisme                                               |
| Ergue-te! (E)                                               | Souleve toi!                                | José Pinto Coelho   | nationaliste, conservateur social, anti-immigration, populisme, protectionnisme |
| Partido Unido dos Reformados e Pensionistas (PURP)          | Parti uni des Retraités et des Pensionnés   | Fernando Loureiro   | Anti-austérité                                                                  |
| Partido da Terra (MPT)                                      | Parti de La Terre                           | Pedro Pimenta       | écologisme, centrisme, libéralisme                                              |
| Partido Democrático Republicano (PDR)                       | Parti Démocrate Républicain                 | Bruno Fialho        | réformisme, social-démocratie, populisme, euroscepticisme                       |
| Reagir, Incluir, Reciclar (RIR)                             | Réagir, comporter, recycler                 | Vitorino Silva (en) | Populisme, Centrisme, Humanisme, Europeisme                                     |
| Volt Portugal (VP)                                          | Volt Portugal                               | Tiago Matos Gomes   | Fédéralisme européen, Progressisme                                              |

## Idéologies

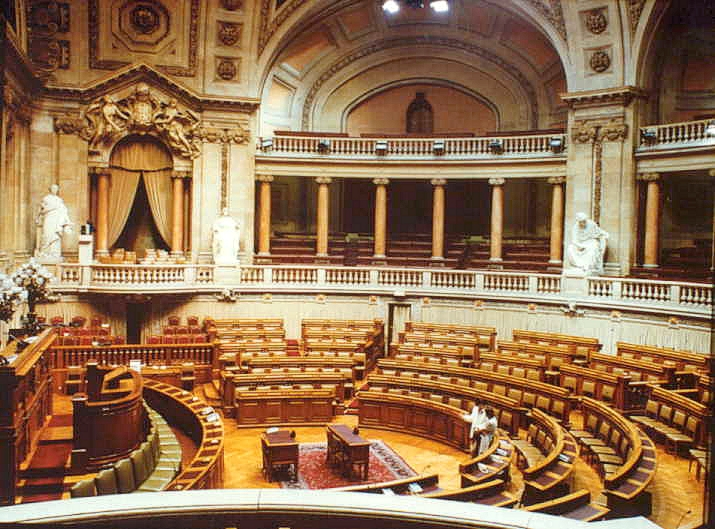
Intérieur du Parlement portugais.

- BE - Bloco de Esquerda : Ce parti fut fondé en 1998 après la fusion du Parti Socialiste Révolutionnaire (PSR), de l'Union démocratique populaire (UDP), du Política XXI (PXXI) et du Front de gauche révolutionnaire. Le Bloc de Gauche se revendique comme un mouvement de rupture dans le panorama politique portugais. Le BE compte actuellement 19 députés dans l'Assemblée de la République.
- CDS-PP - Centro Democrático Social/Partido Popular : Ce parti fut fondé en 1974, le CDS est un parti classé entre le centre-droit et la droite. Le leader du parti est Paulo Portas. Le CDS-PP compte actuellement 5 députés dans l'Assemblée de la République.
- CH - Chega : ce parti est fondé en 2019. Son président est André Ventura et il dispose d'un siège à l'assemblée depuis les élections de 2019, première élection à laquelle il participe. C'est un parti nationaliste, de droite populiste, conservateur et eurosceptique, il est le parti le plus à droite du Parlement portugais.
- IL - Iniciativa Liberal : ce parti est fondé en 2017. Son président est João Cotrim de Figueiredo et il dispose d'un siège à l'assemblée depuis les élections de 2019, première élection à laquelle il participe. C'est un parti libéral, à la fois sur le plan économique et culturel et de centre-droit.
- PAN - Pessoas-Animais-Natureza : ce parti fut fondé en 2009. Il a une direction collective et 4 sièges à l'assemblée depuis les élections de 2019, deuxième élection gagnée après celle de 2015. C'est un parti environnementaliste, de protection de toutes les personnes vivantes sur terre et de la terre en général (humains, nature et animaux). Il est affilié sur le plan européen aux animalistes.
- PCP - Partido Comunista Português : Ce parti a été fondé en 1921. Après l'instauration de la dictature militaire et plus tard du régime dictatorial de Salazar, le parti a travaillé clandestinement et a fonctionné pendant des décennies comme seule force organisée de résistance au régime. Le leader fut Álvaro Cunhal. Le secrétaire général du parti est Jerónimo de Sousa. Le PCP compte actuellement 10 députés à l'Assemblée de la République.
- PEV - Partido Ecologista « Os Verdes » : ce parti a été fondé en 1982, le parti a toujours été en coalition avec le PCP. Bien que le parti soit de taille réduite et ait ainsi une influence sociale très réduite, il compte actuellement deux députés à l'Assemblée.
- PPD/PSD - Partido Social Democrata : Ce parti fut fondé en 1974 par un groupe de députés affecté à Ala Liberal de l'Assemblée nationale ; c'est un parti de centre-droit. Il est conduit par Pedro Passos Coelho et compte 79 députés à l'Assemblée de la République.
- PS - Partido Socialista : Ce parti fut fondé en 1973. Le leader du parti est António José Seguro, depuis 2011. Le parti dispose de 108 sièges dans l'Assemblée de la République élue en 2019.